# IC 2574
IC 2574 — галактика типу SBm () у сузір'ї Велика Ведмедиця.
Цей об'єкт міститься в оригінальній редакції індексного каталогу.